# Uh! Tiazinha
"Uh! Tiazinha" é um single da modelo brasileira Tiazinha em parceria com o cantor Vinny, incluído em seu único álbum Tiazinha Faz a Festa (1999). A música foi um sucesso, sendo bastante executada nas rádios naquele ano.
Sobre a parceria com o cantor Vinny, Tiazinha fez a seguinte declaração:
| “ | Eu sempre achei que ele tinha tudo a ver comigo, com aquela coisa de "mexe a cadeira." Tiazinha | ” |

Na discografia de Vinny, a música está presente na coletânea Millennium. Além destes álbuns, a canção está presente no álbum Festa Da Musica, Vol. 3, lançado em 1999.
A canção também faz parte da trilha sonora do programa As Aventuras de Tiazinha e do filme Xuxa Requebra.

## Videoclipe
No videoclipe desta canção, Tiazinha faz o papel de uma bailarina de caixinha de música, com chicotinho, que de lá sai para provocar Vinny numa boate.
Logo que o clipe estreou na MTV Brasil, ele recebeu milhares de votos para fazer parte do Disk MTV. Porém, ele foi bastante executado no programa Al Dente, que exibia clipes para adultos, com cenas com peitos de fora, por exemplo.